# Henryville (Indiana)
Pour les articles homonymes, voir Henryville.
Henryville est une ville des États-Unis située dans le comté de Clark au sud de l'État d'Indiana. Elle comptait 1 545 habitants lors du recensement de 2000.
Henryville fut fondée en 1850 sous le nom de Morristown. Son appellation actuelle a été donnée en 1853 en l'honneur du Colonel Henry Ferguson.
Henryville est également le lieu de naissance du Colonel Harland Sanders, le fondateur de la chaîne de restauration rapide KFC.
Henryville fut dévastée par une tornade le 2 mars 2012. Son école secondaire fut totalement détruite. Seules quelques structures tenaient encore après le passage de la tornade.